# 落陽のパレルモ
NTT西日本・NTT東日本フレッツシアター 宝塚ミュージカル・ロマン『落陽のパレルモ』（らくようのパレルモ）は、宝塚歌劇団のミュージカル作品。15場。

## 概要
2005年11月4日から12月13日（新人公演は11月29日）に宝塚大劇場、2006年1月2日から2月12日（新人公演は1月17日）に東京宝塚劇場にて、花組により上演された。 併演作はロマンチック・レビュー『ASIAN WINDS!』-アジアの風-。
19世紀半ば、イタリア統一をめぐり激動の中にあるシチリアを舞台に、2つの世代の愛を描いている。華やかなドレスに軍服・濃厚なラブロマンス等、宝塚の特性を生かした作品。
花組娘役トップのふづき美世の退団公演。

## あらすじ
1942年、シチリア島のパレルモ。ヴィットリオFは、恋人ジュディッタを伴い、パレルモの名門貴族、カヴァーレ公爵家の屋敷へと帰郷する。ジュディッタは彼の曽祖父ヴィットリオ・ロッシと、曾祖母アンリエッタが描かれた肖像画を見て心を奪われる。そこで、ヴィットリオFの祖母・エルヴィラは、二人の愛の物語を、彼女へと語り始める…。
1860年のシチリア。イタリア統一の動きが高まる中、ヴィットリオ・ロッシは革命軍の義勇兵として参加しブルボン兵と戦う。翌年、革命軍が勝利し、シチリアは平穏を取り戻す（第二次イタリア独立戦争）。中佐へと昇格したヴィットリオは、カヴァーレ公爵家の晩餐会に招かれ、そこで、公爵家の長女アンリエッタと出会う。
ヴィットリオは故郷のモンデーロ村の祭りにアンリエッタを誘い密会する。自らの生い立ちを話し、心を交わし合う。突如、政府軍が現れ祭りを中止させる。政府軍の士官としてその場にいたロドリーゴは、アンリエッタの姿を見つけ驚愕しヴィットリオに決闘を申し込む。幸いアンリエッタの父・カヴァーレ公爵が割って入り事なきを得るが、ヴィットリオの転任を宣言する。アンリエッタは屋敷へ連れ戻されるが、嵐の夜、ヴィットリオは彼女の寝室に窓から忍び込み、人々が平等にいられる世の中に変えて必ず迎えにくると約束し、アンリエッタも待ち続けると答え愛を交わす。
一方、1942年、ヴィットリオFはジュディッタに母の花嫁衣装を着せる。その間、ヴィットリオFは彼女がユダヤ人である事と懐妊中である事を祖母に明かし、ファシスト政権下にあるため亡命の意思を告げる。エルヴィラは怒り、その姿を見たジュディッタは自らの血を憎む。だがヴィットリオFは血の一滴まで愛していると慰める。
1942年のジュディッタ同様に、1962年のアンリエッタも許されぬ愛に悩んでいた。カヴァーレ家の次女・マチルダが王族と婚約し、その花嫁衣装が披露されていた。ところが、そこへ賊が押し入り、マチルダを誘拐する。貧しさに耐えかねた平民が、貴族を襲撃したのだった。
誘拐犯と目されるニコラを発見するため、ヴィットリオに帰還命令が下る。その頃、マチルダはモンデーロ村の教会に監禁され、手荒な扱いを受けていた。ニコラはそれを改めさせ、マチルダに粗末な食事を与えつつ、自分たちの悲惨な有様と妹・ルチアのことを語る。マチルダは同情し自らの首飾りを差しだすが、施しは受けないと、ニコラは拒絶した。
帰郷したヴィットリオはマチルダを発見し、テロではなく「国を政治から変えねばならない」とニコラを叱咤するが、ニコラはもう一刻の猶予もないと主張する。ヴィットリオを尾行していた政府軍の兵士が現れ、ルチアを人質に投降を求めた。結局ニコラと仲間は射殺されてしまう。
再び1942年、屋敷から出て行こうとするジュディッタを、エルヴィラは引き止める。二組の恋人たち、そして家族は「身分」の壁に苦しむ。
娘たちの一件で心を痛め病を悪化させたカヴァーレ公爵夫人が死去する。母の死によってアンリエッタは家督の相続を真剣に考え、ヴィットリオに別れの手紙を送る。ヴィットリオはカヴァーレ家の葬列を待ち伏せしてアンリエッタと会い、愛しているが分かれなければならないことを確認する。彼は母・フェリーチタの形見のロザリオを手に、身分に引き裂かれた父母の事を思い出す。
しばらく後、ドンブイユ公爵から見事な礼服が贈られ、屋敷に招かれる。ドンブイユ公はフェリーチタと揃いのロザリオを見せ、父親であると名乗りでる。先日の葬列の際に、ヴィットリオの姿を見かけて気付いたのだった。そして、公爵は舞踏会の招待客にヴィットリオを披露する。彼の育ちに文句をつける者に対し公爵は、貴族の時代はやがて終わる、それを受け入れるべきだと話す。
ヴィットリオとアンリエッタは見つめ合うが、そこにロドリーゴが割って入る。あなたの幸せを祈ると言い、静かに去っていく。ヴィットリオとアンリエッタは祝福の中、舞踏会で踊り続ける。それは華やかな貴族の時代の落陽でもあった…
一方、1942年のヴィットリオFとジュディッタも、二人で屋敷を出立する。シチリアの夕日が二組の恋人たちを鮮やかに照らしていた。

## 登場人物

### 19世紀
- ヴィットリオ・ロッシ - イタリア解放軍の闘士。貴族の父と平民の母との間に生まれる。
- アンリエッタ - カヴァーレ公爵家の長女。
- ロドリーゴ・サルヴァトーレ・フォンティーニ伯爵 - 名門貴族の御曹司で、アンリエッタの縁談の相手。
- マリオ・フランチェスコ・ディ・ドンブイユ公爵 - シチリア一の有力貴族。
- アレッサンドロ・ファブリッツィオ・ディ・カヴァーレ公爵 - アンリエッタの父。カヴァーレ家当主。
- マリア・コンツェッタ・カヴァーレ公爵夫人- アンリエッタの母。
- マチルダ - カヴァーレ公爵家の次女。18歳。
- ベアトリチェ - カヴァーレ公爵家の三女
- ニコラ・ジロッティ - ヴィットリオの幼馴染。
- ルチア - ニコラの妹。ヴィットリオに恋している。
- フェリーチタ - ヴィットリオの母。精神を病み、幼少のヴィットリオを残して自殺する。

### 20世紀
- ヴィットリオ・ファブリッツィオ・ロッシ・ディ・カヴァーレ - オペラの新進演出家。エルヴィラの孫。
- ジュディッタ・フェリ - ヴィットリオFの恋人。元モデルでユダヤ人。
- エルヴィラ・フェリーチタ・マリア・ディ・カヴァーレ - ヴィットリオ・Fの祖母で、ヴィットリオの娘。

## 物語の設定
ヴィットリオとその子孫のヴィットリオFの間80年余りの時代は、舞台上では描かれていないものの、パンフレットに年表形式で記載されている。また出演者がそれぞれの年代に扮した写真も添えられている。
時代背景は、ルキノ・ヴィスコンティの『山猫』の設定に似たモチーフを使っている。

## スタッフ
宝塚大劇場公演のデータ
- 作・演出：植田景子
- 音楽：吉田優子、斉藤恒芳
- 音楽指揮：御﨑惠
- 振付：麻咲梨乃
- 擬闘：渥美博
- 装置：大橋泰弘
- 衣装：法月紀江
- 照明：氷谷信雄
- 音響：加門清邦
- 小道具：伊集院撤也
- 効果：木多美生
- 歌唱指導：岡﨑亮子
- 演出助手：稲葉太地、生田大和
- 舞台進行：宮脇学、片岡麻理恵、安藤邦博
- 制作：北野靖
- 特別協賛：西日本電信電話 株式会社、東日本電信電話 株式会社

## 出演者一覧
出典
高ひづる（専科所属）
萬あきら（専科所属）
夏美よう・梨花ますみ・大伴れいか・高翔みず希・鈴懸三由岐・春野寿美礼・眉月凰・歌花由美・絵莉千晶・彩吹真央
悠真倫・花純風香・真飛聖・ふづき美世・蘭寿とむ・橘梨矢・愛音羽麗・涼葉らんの・紫万新・舞城のどか
未涼亜希・桐生園加・遠野あすか・貴怜良・桜一花・七星きら・嶺輝あやと・華形ひかる・華桐わかな・紫峰七海
望月理世・花野じゅりあ・珠まゆら・舞名里音・月路奏・夏空李光・華城季帆・初姫さあや・日向燦・紫陽レネ
星紀はんな・姿央みやび・桜乃彩音・扇めぐむ・夕霧らい・祐澄しゅん・愛純もえり・朝夏まなと・華耀きらり・聖花まい
月央和沙・雫花ちな・斗南さきら・花咲りりか・望海風斗・華月由舞・天宮菜生・嶺乃一真・澪乃せいら・亜門真地
浦輝ひろと・初輝よしや・湖々マリア・芽吹幸奈・彩城レア・悠南はやき・遼かぐら・梅咲衣舞・煌雅あさひ・冴月瑠那
瀬戸かずや・瞳ゆゆ・夏城らんか・野々すみ花・白姫あかり・鳳真由・花蝶しほ・花峰千春・春花きらら・輝良まさと
彩咲めい
※野々すみ花は11月25日から12月13日まで休演。あうら真輝は12月8日から全日程休演（東京公演も含む）。

## 主な配役
※「（）」の人物は新人公演・配役。氏名の前に「宝塚」、「東京」の文字がなければ両公演共通。
- ヴィットリオ・ロッシ[7] - 春野寿美礼（華形ひかる）
  - 少年時代 - 宝塚（11月4日-11月24日）・東京（全日程）：野々すみ花、宝塚（11月25日-12月6日。野々すみ花休演に伴う）：あうら真輝、宝塚（12月8日-12月13日。あうら真輝休演に伴う）：瞳ゆゆ（宝塚：あうら真輝、東京：瞳ゆゆ）
- アンリエッタ・クラウディア・カヴァーレ[7] - ふづき美世（桜乃彩音）
- ヴィットリオ・ファブリッツィオ・ロッシ・ディ・カヴァーレ[7] - 彩吹真央（朝夏まなと）
- ロドリーゴ・サルヴァトーレ・フォンティーニ伯爵[7] - 真飛聖（望月理世）
- ニコラ・ジロッティ[7] - 蘭寿とむ（扇めぐむ）
- マリア・コンツェッタ・カヴァーレ公爵夫人[7] - 高ひづる（華桐わかな）
- マリオ・フランチェスコ・ディ・ドンブイユ公爵[7] - 萬あきら（紫峰七海）
- アレッサンドロ・ファブリッツィオ・ディ・カヴァーレ公爵[7] - 夏美よう（嶺輝あやと）
- エルヴィラ・フェリーチタ・マリア・ディ・カヴァーレ[7] - 梨花ますみ（桜一花）
- ミケーレ神父[7] - 大伴れいか（月路奏）
- カルロ[7] - 高翔みず希（日向燦）
- ラウラ[7] - 鈴懸三由岐（珠まゆら）
- エンリコ[7] - 眉月凰（浦輝ひろと）
- ベッカデッリ公爵夫人[7] - 歌花由美（華耀きらり）
- トリゴーナ伯爵夫人[7] - 絵莉千晶（姿央みやび）
- ステファーノ・フォンディ[7] - 悠真倫（夏空李光）
- マルタ[7] - 花純風香（愛純もえり）
- カザーロ伯爵[7] - 橘梨矢（嶺乃一真）
- リカルド[7] - 愛音羽麗（望海風斗）
- ヴァレンティーニ侯爵夫人[7] - 涼葉らんの（初姫さあや）
- 執事[7] - 紫万新（星紀はんな）
- サンドラ[7] - 舞城のどか（花咲りりか）
- ジョルジォ・フォンディ[7] - 未涼亜希（彩城レア）
- ルカ[7] - 桐生園加（亜門真地）
- ジュディッタ・フェリ[7] - 遠野あすか（華城季帆）
- サーロ[7] - 貴怜良（月央和沙）
- ルチア[7] - 桜一花（舞名里音）
- アナベラ・フォンディ[7] - 七星きら（花野じゅりあ）
- ブルーノ将軍[7] - 嶺輝あやと（祐澄しゅん）
- ルチアーノ[7] - 華形ひかる（悠南はやき）
- カザーロ伯爵夫人[7] - 華桐わかな（雫花ちな）
- マッシモ大佐[7] - 紫峰七海（夕霧らい）
- タッジオ[7] - 望月理世（天宮菜生）
- テレサ[7] - 舞名里音（宝塚：瞳ゆゆ、東京：春花きらら）
- トリゴーナ伯爵[7] - 夏空李光（紫陽レネ）
- フェリーチタ[7] - 華城季帆（七星きら）
- マチルダ・コンツェッタ・アマーリア・カヴァーレ[7] - 桜乃彩音（澪乃せいら）
- ベアトリチェ・ビアンカ・カヴァーレ[7] - 華耀きらり（華月由舞）
- ベッカデッリ令嬢[7] - 花咲りりか（芽吹幸奈）
- ペッペ[7] - 彩城レア（冴月瑠那）